# 张佩山
张佩山（英語：Pei Shan Chang；1942年—1984年2月26日），生於北京市。香港男演员、配音演员。

## 生平
出生于北京，兄弟为张金川，毕业于北京志成中学。后在1965年考入南国实验剧团，毕业后加入邵氏公司并成为演员，同时也参加该公司的电影配音工作。
参演过《边城三侠》、《铁观音》、《鹰王》等电影作品。
1973年，离开邵氏，并开始活跃于港台影坛，尤其擅演反派角色。后开始淡出幕前工作，致力于幕后配音。张佩山配音无数最经典的就是李小龙的中文配音。
后在1984年因病去世。

## 出演作品
- 1965
  - 《怒海情仇大地儿女》
  - 《蝴蝶杯》
- 1966
  - 《金菩萨》
  - 《野姑娘》
  - 《边城三侠》
- 1967
  - 《大侠复仇记》
  - 《特零零九》
  - 《大刺客》
  - 《琴剑恩仇》
  - 《铁观音》
  - 《独臂刀》
  - 《亚洲秘密警察》
  - 《青春鼓王》
- 1968
  - 《千面大盗》
  - 《追魂镖》
  - 《铁观音勇破爆炸党》
- 1969
  - 《人头马》
  - 《铁手无情》
  - 《钓金龟》
- 1970
  - 《游侠儿》
  - 《鹰王》
- 1971
  - 《唐山大兄》
  - 《万箭穿心》
  - 《玉面侠》
  - 《啞吧與新娘》
  - 《女杀手》
- 1972
  - 《香港过客》
  - 《我们要洞房》
  - 《娃娃夫人》
- 1973
  - 《龙虎会风云》
  - 《恋情三千里》
- 1974
  - 《三六九》
  - 《勾魂艳鬼》
- 1975
  - 《镖旗飞扬》
  - 《无奇不有》
  - 《义劫爱神号》
  - 《女捕快》
- 1976
  - 《鳄潭群英会》
  - 《鬼计双雄》
- 1977
  - 《破戒》
  - 《香港艾曼妞》
- 1978
  - 《问你怕未》
- 1983
  - 《狱女集中营》

## 外部連結
- 香港影库链接 （页面存档备份，存于）
- 豆瓣链接 （页面存档备份，存于）
- hkcinema链接 （页面存档备份，存于）
- mydramalist链接
- imbd链接 （页面存档备份，存于）